# Frigijci
 Ovo je glavno značenje pojma Frigijci. Za druga značenja pogledajte Frigijci (Flash Gordon).
Frigijci su bili indoeuropski narod iz vremena antike.

## Povijest
Prema Herodotu, u ranoj povijesti živjeli su na jugu Balkana gdje su se zvali Brigijci. U 2. tisućljeću pr. Kr. prešli su preko Dardanela i naselili Malu Aziju, odnosno Anatoliju. Kao razlozi preseljenja navode se služenje bogatom gradu Troji kojem su Frigijci bili saveznici. Po njima se nazvala pokrajina i država Frigija.
Ova provala Frigijaca bila je jednom od najznačajnijih razloga propasti kraljevstva Hetita i pada moći srednjoasirskog Carstva. 
Frigijsko su Carstvo 7. stoljeću pr. Kr. uništili Kimerijci. 
Kad je frigijskim krajevima vladalo Ahemenidsko Perzijsko Carstvo, Frigijci su bili u trećoj oblasti. S njima su bila plemena južno od Helesponta, azijski Tračani, Paflagonci, Marijandinci i Sirijci. Godišnji im je porez iznosio 360 talenata.

## Jezik
Govorili su paleobalkanskim frigijskim jezikom. Pretpostavlja se da je izumro u 7. stoljeću.

## Religija
Štovali su božicu Kibelu, jedno od četiri počela. Personificirala je Zemlju.